# Religion au Québec

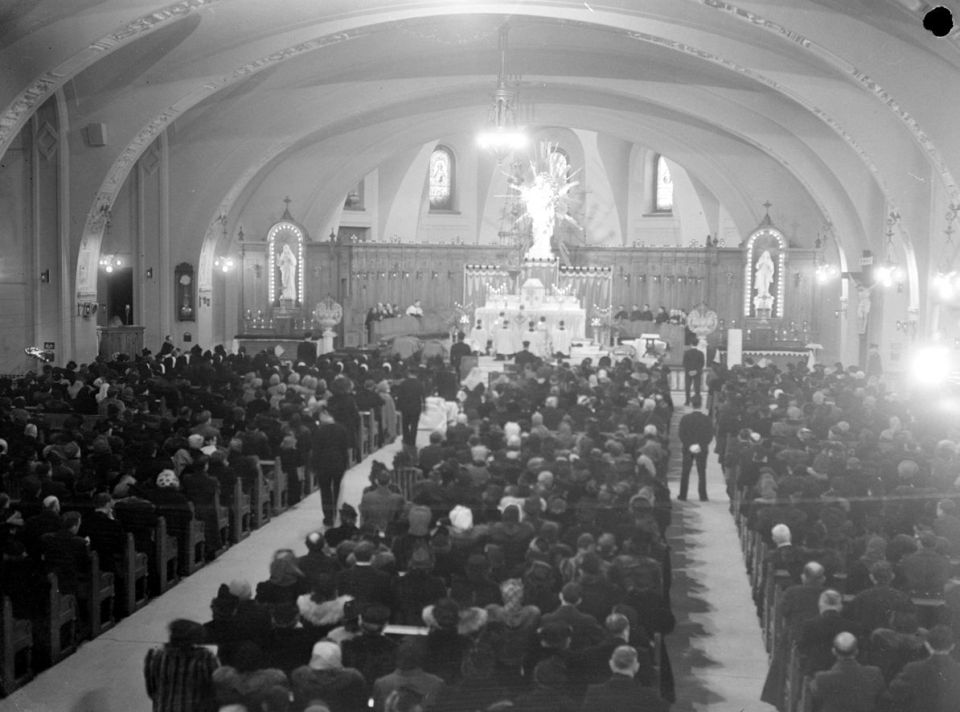
La crypte de l'oratoire Saint-Joseph bondée lors d'une messe en 1945

La religion au Québec inclut une diversité de groupes et de croyances religieuses. La religion, plus précisément l'Église catholique romaine, a longtemps occupé une place centrale et intégrale au sein de la société québécoise depuis l'arrivée des premiers colons français en Nouvelle-France. Cependant, depuis la Révolution tranquille et le Concile Vatican II dans les années 1960, il y a une véritable séparation entre l'État et la religion et la société en général voit la religion comme une affaire privée. Néanmoins, le catholicisme représente toujours 75 % de la population québécoise en 2011. Les catholiques sont suivis par les gens sans religion en termes de pourcentage de la population totale de la province. Les autres religions présentes au Québec incluent, en ordre d'importance, l'islam, le judaïsme, les traditions religieuses asiatiques (bouddhisme, hindouisme, sikhisme) et les traditions des Premières nations. 

## Histoire
Depuis la colonisation française de ce qui allait devenir le Québec, le christianisme, et plus particulièrement le catholicisme, ont été la religion majoritaire. Cependant, le protestantisme et, mais dans une moindre mesure, le judaïsme s'installent durablement au Québec à la suite de la conquête britannique de 1759-1760. Le catholicisme demeure néanmoins largement majoritaire, et la pratique religieuse chez les catholiques de la province est très élevée. La population respecte les commandements de l'Église (messe, sacrements, jours maigres, dîme, etc.). Cependant, la pratique religieuse chute drastiquement et très rapidement à partir de la Révolution tranquille. En effet, si 80 % des catholiques québécois vont à la messe tous les dimanches en 1968, ils ne sont plus que 30 % en 1975. Dans les dernières décennies, les religions non chrétiennes prennent une part croissante au Québec en raison de l'immigration. 

## Christianisme au Québec
Tout comme pour la population canadienne, le christianisme est la religion de la majorité des Québécois, avec 82,2 % de la population, soit 5 775 745 personnes s’en réclamant en 2011. 

### Catholicisme
En 2011, 74,7 % des chrétiens québécois sont catholiques .

### Protestantisme
Les Églises protestantes au Québec sont fort diversifiées (anglicane; baptiste; luthérienne, pentecôtiste, presbytérienne, unie) avec environ 500 000 adhérents en 2011.

## Autres religions présentes au Québec

### Islam

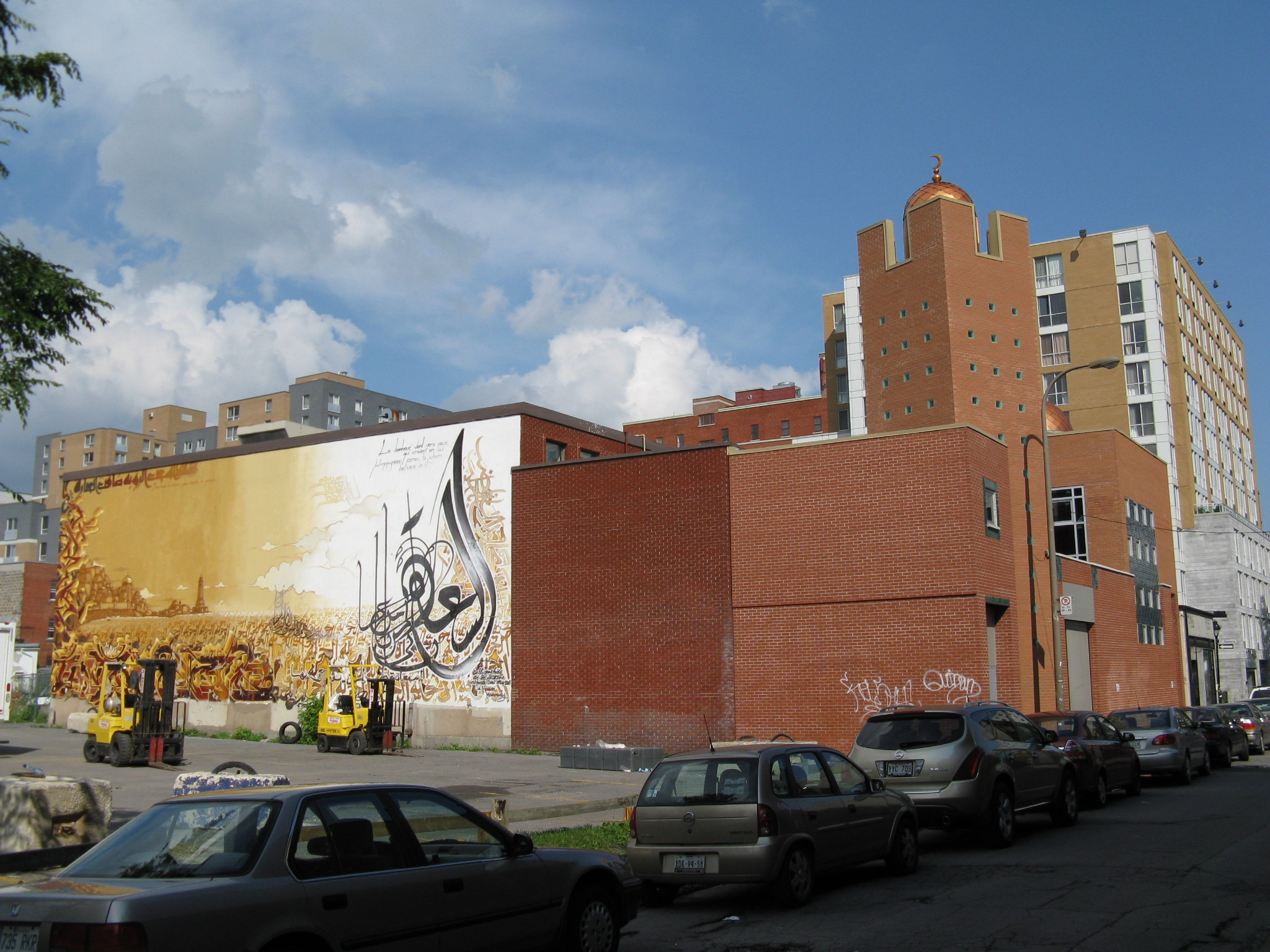
Mosquée Al-Omah Al-Islamiah, Montréal

L’islam au Québec est la religion minoritaire la plus importante. En 2021, les musulmans représentaient environ 5 % de la population québécoise, leur nombre ayant quadruplé depuis 2001, atteignant 421 720 personnes selon le recensement de 2021 (contre 108 620 en 2001). Par contre, c’est en Ontario qu’on trouve la plus grande concentration de musulmans du Canada, soit 4,6%, avec ses 581 950 musulmans en 2011.

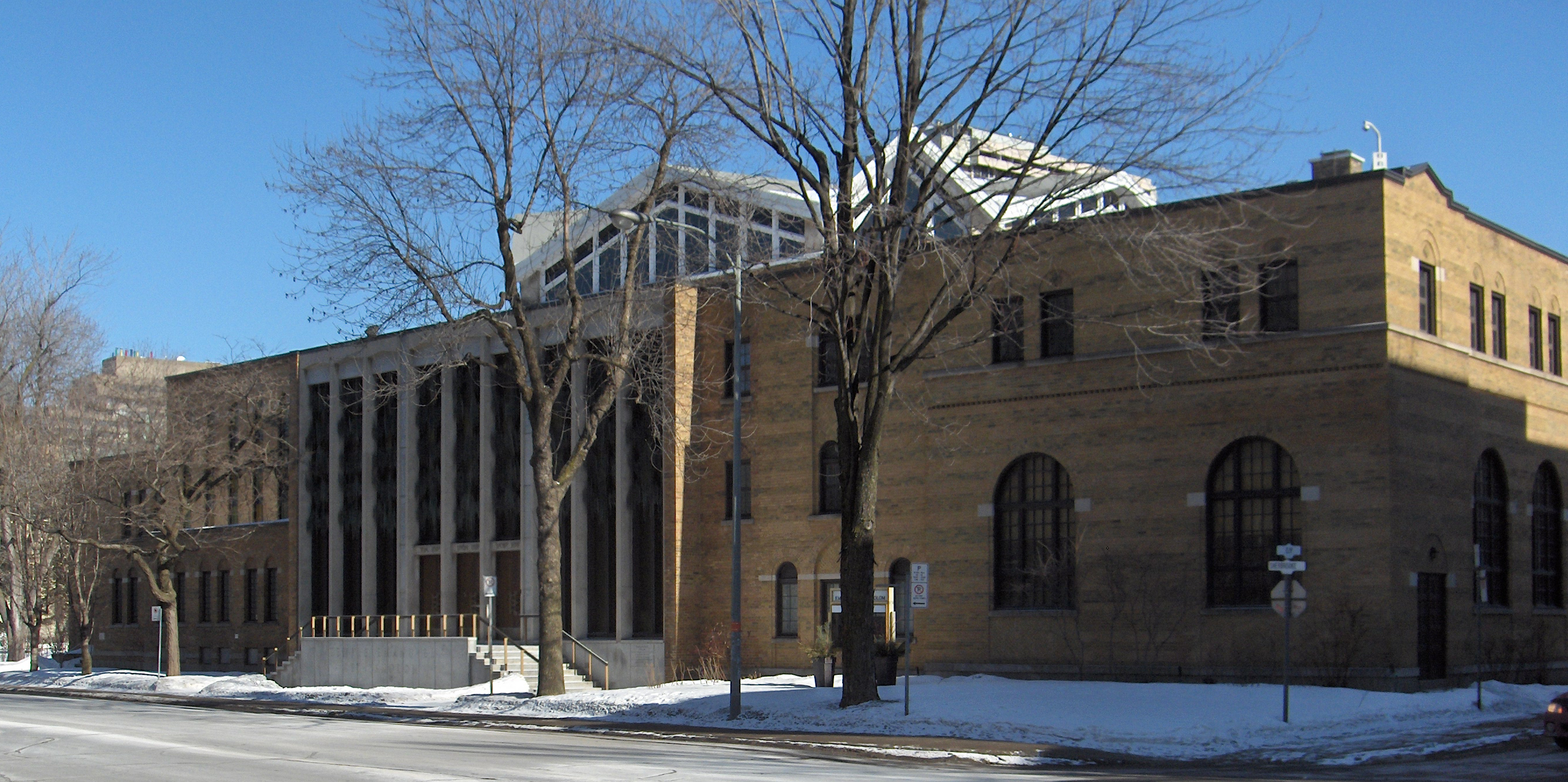
Le Temple Emanu-El-Beth Sholom est la plus vieille synagogue réformée du Canada (Westmount, Montréal)

.

### Judaïsme
Le judaïsme est la deuxième religion minoritaire en importance au Québec, après l'islam. En 2011, il y avait 85 105 de juifs au Québec, représentant 1,1 % de la population québécoise. Les communautés hassidiques du Québec sont parmi les plus importantes en Amérique du Nord.

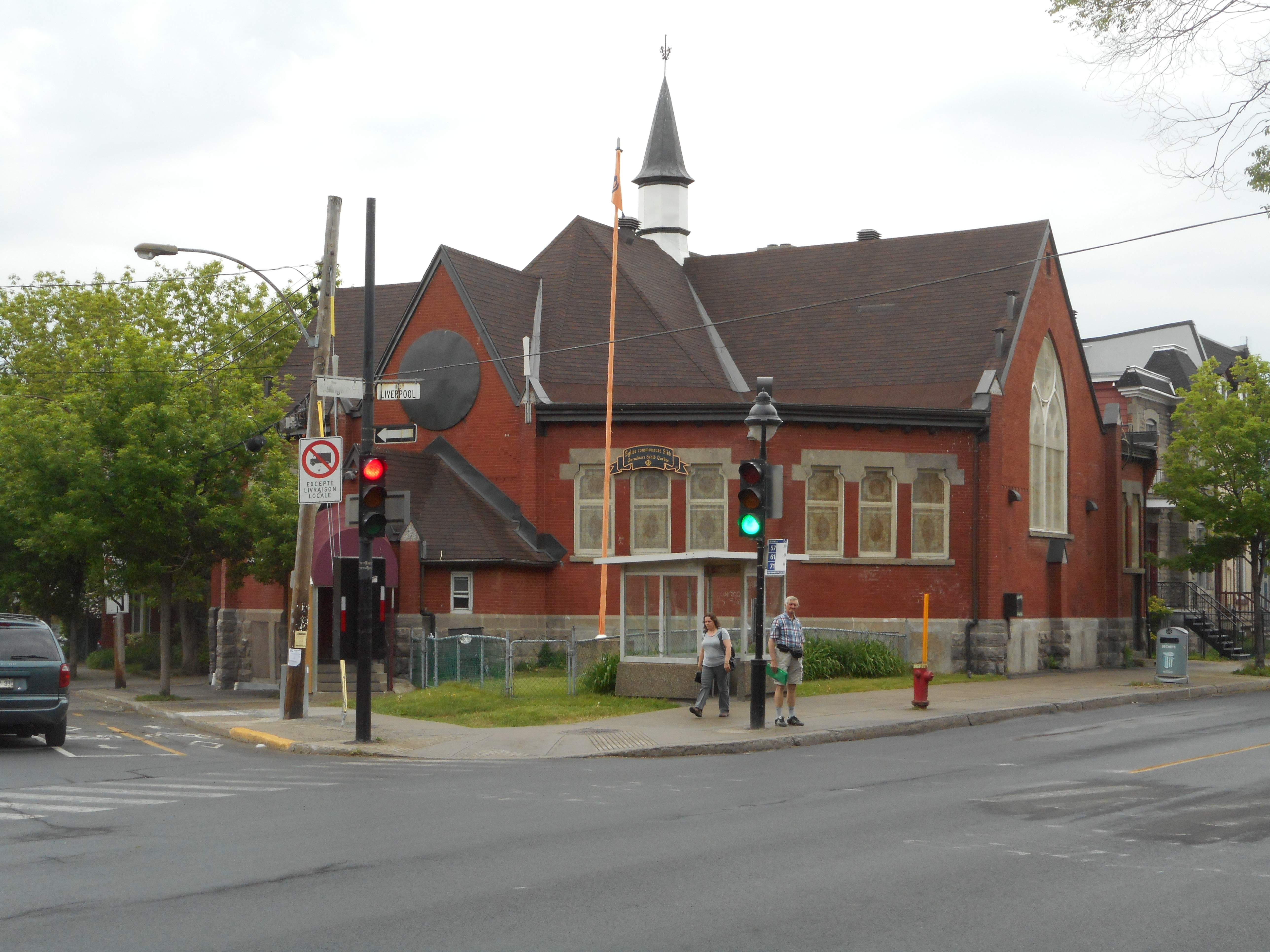
Temple Gurudwara Sahib, Montréal

### Traditions asiatiques
En 2011, les traditions asiatiques au Québec représentaient 1,2 % de la population québécoise : les bouddhistes représentait 0,7 % de la population québécoise, soit 52 385 bouddhistes; l'hindouisme, avec ses 33 540 adhérents, représentait 0,4 % de la population ; et le sikhisme, avec ses 9 275 fidèles, représentait 0,1 % de la population.

### Autochtones
Les populations autochtones du Québec comptaient 104 633 individus en 2015. Les spiritualités amérindiennes du Québec sont nombreuses et variées.

## Statistiques
Religion au Québec selon l'Enquête nationale sur les ménages de 2011
- Christianisme (82,2 %)
- Irreligion (12,1 %)
- Islam (3,1 %)
- Judaïsme (1,1 %)
- Bouddhisme (0,7 %)
- Hindouisme (0,4 %)
- Sikhisme (0,1 %)
- Autres religions (0,3 %)

| Religion                     | Pourcentage de la population québécoise | Pourcentage de la population québécoise |
| Religion                     | 2001                                    | 2011                                    |
| ---------------------------- | --------------------------------------- | --------------------------------------- |
| Christianisme (Catholicisme) | 90,1 % (83,2 %)                         | 82,2 % (74,7%)                          |
| Islam                        | 1,5 %                                   | 3,1 %                                   |
| Judaïsme                     | 1,3 %                                   | 1,1 %                                   |
| Bouddhisme                   | 0,6 %                                   | 0,7 %                                   |
| Hindouisme                   | 0,3 %                                   | 0,4 %                                   |
| Sikhisme                     | 0,1 %                                   | 0,1 %                                   |
| Autres religions             | 0,5 %                                   | 0,3 %                                   |
| Sans religion                | 5,6 %                                   | 12,1 %                                  |

#### Christianisme
- Nive Voisine (dir.), Histoire du catholicisme québécois, Montréal (Québec), Boréal Express, 1984

#### Islam
- Géraldine Mossière, Converties à l'islam. Parcours de femmes au Québec et en France, Montréal, Presses de l'Université de Montréal, 2013.